# Bibliotheca publica hallensis
Die Bibliotheca publica hallensis in Schwäbisch Hall war die 1575 offiziell gegründete Ratsbibliothek der Stadt. Sie befindet sich heute im Stadtarchiv.

## Geschichte
Seit 1484 erscheinen in den Rechnungsbüchern der Stadt Bücherkäufe und Ausgaben für Buchbinder. Am 14. März 1575 erfolgte ein förmlicher Ratsbeschluss über die Errichtung einer „bibliotheca publica“. Trotz ihres Namens „öffentliche Bibliothek“ blieb die Öffentlichkeit von der Benutzung ausgeschlossen. Die Bibliothek diente dazu, die Ratsherren und ihre juristischen Berater mit Fachliteratur zu versorgen. Der Bestand entwickelte sich kontinuierlich durch regelmäßige jährliche Erwerbungen, die nur in Jahren ungewöhnlicher finanzieller Not der Stadt unterblieben. In den Anfangsjahren wurden die Bücher auf den Frankfurter Buchmessen gekauft. Ebenso wichtig waren Zugänge aus Privatbibliotheken Haller Beamter. Es wurden auch ganze Privatbibliotheken erworben.

## Unterbringung
Die Ratsbibliothek befand sich immer im Rathaus, dort jedoch in wechselnden Räumen. Im 18. Jahrhundert wurde eine eigene Bibliotheksstube eingerichtet. Heute befindet sich die Bibliothek, die circa 5300 Titel umfasst, im Gewölbekeller des Rathauses. Dieser Bibliotheksraum wurde 1947/48 nach Entwürfen des Haller Architekten Eduard Krüger (1901–1967) gestaltet.